# 709

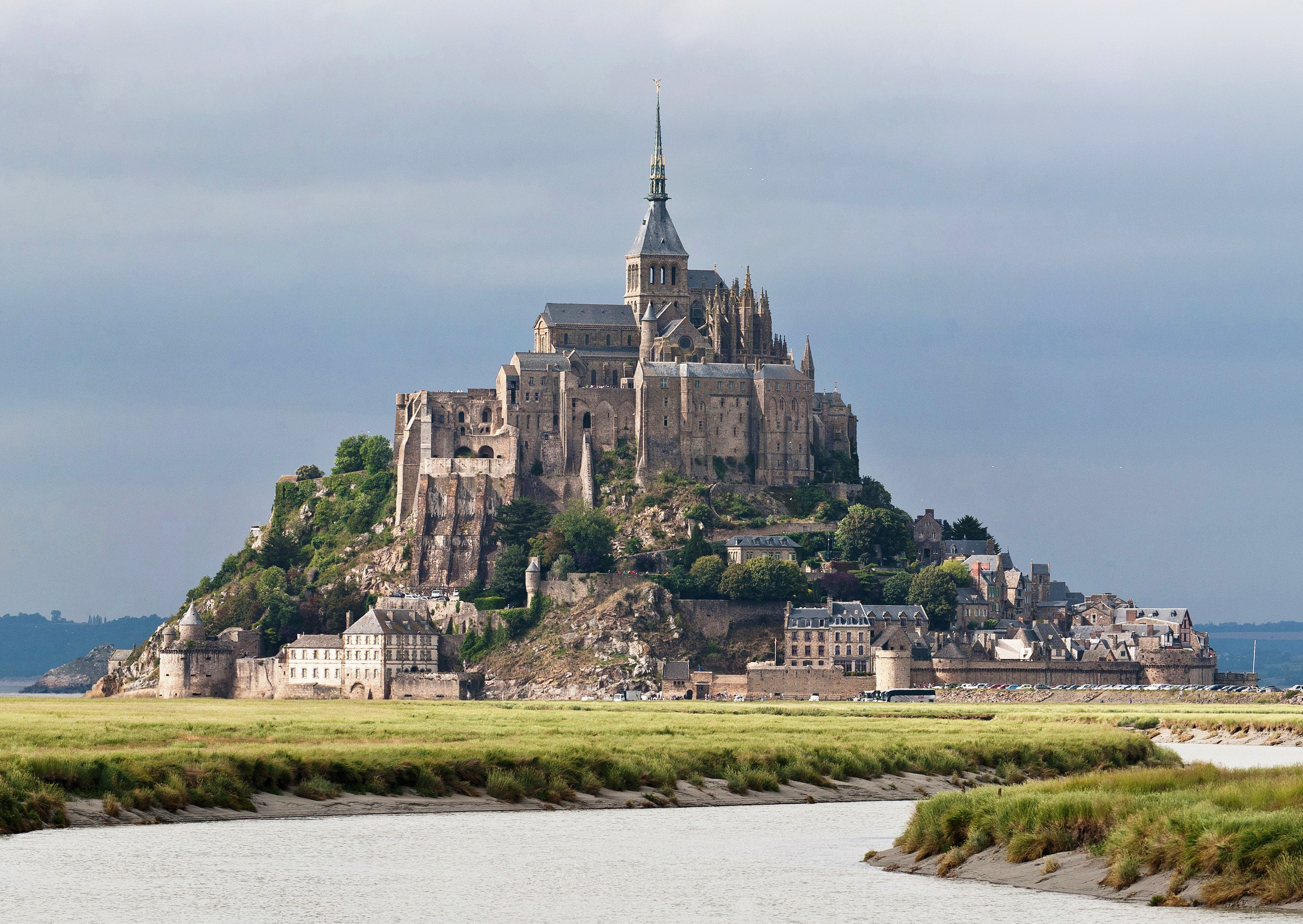
Mont Saint-Michel (Normandië)

Het jaar 709 is het 9e jaar in de 8e eeuw volgens de christelijke jaartelling.

## Gebeurtenissen

### Brittannië
- Koning Coenred van Mercia doet afstand van de troon na een regeerperiode van 5 jaar. Hij gaat samen met Egwin, bisschop van Worcester, op pelgrimstocht naar Rome. Coenred wordt opgevolgd door zijn neef Coelred.
- Prins Æthelbald wordt vanwege dynastieke rivaliteit in Mercia, op jeugdige leeftijd verbannen naar Crowland (East Midlands). Hij zoekt zijn toevlucht bij Guthlac, een benedictijnse monnik, en duikt onder in een klooster.

### Europa
- Pepijn van Herstal, hofmeier van Austrasië, vervolgt zijn militaire campagne om het gebied van het Frankische Rijk verder uit te breiden. Hij slaagt er echter niet in om Allemannië in te lijven (zie: 712).

### Azië
- Nan Chao bezet de vorstendommen in de Mekongvallei. De stad Sawa (huidige Luang Prabang) wordt veroverd en bij het koninkrijk ingelijfd.

## Geologie
- Een storm scheidt de landverbinding van Jethou met Herm (Kanaaleilanden).

## Religie
- In de abdij van Mont Saint-Michel (voor de kust van Normandië) wordt de kapel voltooid.

## Geboren
- 18 november - Kōnin, keizer van Japan (overleden 782)

## Overleden
- Adelmus, Engels bisschop (waarschijnlijke datum)
- Bertinus, Frankisch missionaris (waarschijnlijke datum)
- Gotfried, hertog van Allemannië (waarschijnlijke datum)
- 24 april - Wilfrid van York, Engels bisschop